# جو روگان
جو روگان (انگلیسی: Joe Rogan؛ زادهٔ ۱۱ اوت ۱۹۶۷) هنرپیشه، جوجیتسو کار برزیلی، تکواندوکار، بازیگر تلویزیون و پادکست‌ساز مشهور اهل ایالات متحده آمریکا است. وی از سال ۱۹۸۸ میلادی تاکنون مشغول فعالیت بوده‌ است. او در سال ۲۰۲۲ به انتخاب روزنامه تایم جزو ۱۰۰ شخصیت تاثیرگذار سال شناخته شد.

## پادکست جو روگان اکسپرینس
جو روگان میزبان مشهورترین پادکست انگلیسی زبان در دنیا با نام جو روگان اکسپرینس می باشد که در سال ۲۰۲۰ توسط اسپاتیفای به ارزش ۲۰۰ میلیون دلار برای پخشش به صورت انحصاری فقط در اسپاتیفای، خریداری شد. 
این پادکست به دلیل مصاحبه با طیف گسترده‌ای از افراد مختلف شناخته شده است از جمله کسانی که به این پادکست رفته‌اند میتوان به دونالد ترامپ تاجر و رئیس‌جمهور منتخب آمریکا، ایلان ماسک میلیادر و کارآفرین، جک دورسی بنیان‌گذار توییتر، جردن پیترسون روان‌شناس، لکس فریدمن میزبان لکس فریدمن پادکست، مارک زاکربرگ بنیان‌گذار فیس‌بوک و متا و بسیاری از افراد مشهور دیگر اشاره کرد.

## سایر فعالیت ها
از فیلم‌ها یا برنامه‌های تلویزیونی که وی در آن نقش داشته‌است می‌توان به نگهبان باغ‌وحش، فیر فاکتور، اینم از پول، اخبار رادیو اشاره کرد.